# Famille Cesina
La famille Cesina est une famille italienne d'origine Romain-Lombarde.

## Histoire

### Origine

Une carte de l'Italie, montrant la Principauté de Capoue, telle qu'elle apparaissait en 1000

Carte politique du sud de l'Italie en 1112

La famille Cesina tire son nom du fief, étant vassaux des ducs lombards du duché de Bénévent.
Initialement, le fief, était une zone boisée destinée à la coupe du bois et plus tard convertie en champ agricole, formée en 664 en récompense du vassal par le roi lombard Grimoald, roi d'Italie.
Le fief Cesina était à l'origine inclus dans le gastaldat d' Aquino, qui contrôlait tout le territoire de Cassino, et il avait une importance stratégique considérable en gardant les frontières du duché de Bénévent. Plus tard, il fut inclus dans le gastaldat de Teano. Les vassaux ont conservé le fief des ducs puis des princes de Bénévent, jusqu'en 883, date à laquelle le territoire fut dévasté par l'arrivée des Sarrasins, venus d' Agropoli à l'invitation de Docibilis I, duc de Gaeta, qui détruisit l' abbaye de Montecassino. Les survivants se sont réfugiés à Presenzano. Après la bataille de Garigliano, en 915, le fief a été inclus dans la Principauté de Capoue.
En 1019, le fief fut revendiqué par l'abbé de Montecassino Atenulf qui demanda sa restitution à son frère, le prince lombard Pandulf IV de Capoue.
Avec la fin des domaineslombards en Italie en 1077, conquis par les Normands, sous la direction du célèbre Robert Guiscard et ajouté à leur comté de Sicile, le fief est devenu la propriété de la famille Di Sangro, héritiers des comtes de Marsi.

## Membres notables
- Giuseppe Cesina, secrétaire du royaume de Sicile de 1678 à 1688, au service des vice-rois de Sicile, sous le roi Charles II d'Espagne[3] ;
- Eugenio Cesina, assesseur de Venise en 1848, témoin de l'interrogatoire en prison du patriote italien Daniele Manin[4].